# Markus Walz
Markus Walz (* 7. April 1979 in Nagold) ist ein deutscher Schauspieler.

## Leben und Wirken
Markus Walz wuchs in Nagold auf und absolvierte nach seinem Schulabschluss zunächst eine Ausbildung zum Krankenpfleger.
Von 2008 bis 2010 absolvierte Walz seine Schauspielausbildung in mehreren Workshops. Seit den 2010er-Jahren hat Walz als Schauspieler vor der Kamera in mehreren Filmen und Fernsehserien mitgewirkt, darunter auch in Sturm der Liebe, Dahoam is Dahoam, Tatort, Der Alte, Polizeiruf 110 oder Aktenzeichen XY … ungelöst. Er spielte auch in mehreren Werbespots mit, wie beispielsweise für BMW, Erdinger Weißbräu oder für die Telekom Deutschland. Sein Bühnendebüt als Darsteller hatte er am Staatstheater am Gärtnerplatz.
Walz lebt abwechselnd in München und Wien. Neben seiner Muttersprache Deutsch spricht er auch fließend Englisch.

## Filmografie (Auswahl)
- 2013: Helden – Wenn dein Land dich braucht
- 2013–2022: Sturm der Liebe (Fernsehserie, vereinzelte Auftritte)
- 2013: Tatort: Aus der Tiefe der Zeit (TV-Reihe)
- 2014: Der Alte (Fernsehserie)
- 2015: Monaco 110 (Fernsehserie)
- 2017: Dahoam is Dahoam (Fernsehserie)
- 2019: Aktenzeichen XY … ungelöst (TV-Reihe, vereinzelte Auftritte)
- 2021: Polizeiruf 110: Frau Schrödingers Katze (TV-Reihe)
- 2023: The Dark Girl